# Aratuba
Aratuba este un oraș în statul Ceará (CE) din Brazilia.